# William Russell Anderson
William "Bill" Russell Anderson (Tucson, 25 de septiembre de 1942 - 2 de noviembre de 2013) fue un botánico estadounidense.
En 1964, obtiene su M.Sc. por la Universidad Duke; y, en 1971 egresa con un Ph.D. de la Universidad de Míchigan. Se especializa en Malpighiaceae y fue investigador en la Universidad de Míchigan.
Exploró, recolectando flora de Guyana y de Brasil.

## Algunas publicaciones
- rogers McVaugh, william r. Anderson. 1983. Flora Novo-Galiciana: Ochnaceae to Loasaceae. A Descriptive Account of the Vascular Plants of Western Mexico. Flora Novo-Galiciana 3, vol. 12, parte 1. Ed. William R. Anderson, edición ilustrada de Univ. de Michigan Press, 751 pp. ISBN 0962073350, ISBN 9780962073359

- 1972. A Monograph of the Genus Crusea (Rubiaceae). Memoirs of the New York Bot. Garden 22 ( 4, 1) 128 pp.

## Honores

### Becas y galardones
- 2008. American Society of Plant Taxonomists. Medalla Asa Gray por contribuciones en botánica sistemática[3]

### Eponimia
- (Loranthaceae) Struthanthus andersonii Kuijt[4]
- La abreviatura «W.R.Anderson» se emplea para indicar a William Russell Anderson como autoridad en la descripción y clasificación científica de los vegetales.[5]

A octubre de 2014 tiene 671 registros de sus identificaciones y nombramientos de nuevas especies.